# امبینانیفاهو
امبینانیفاهو (به لاتین: Ambinanifaho) یک سکونتگاه مسکونی در ماداگاسکار است که در ساوا (ماداگاسکار) واقع شده‌است.

## خصوصیات
امبینانیفاهو ۶٬۵۷۳ نفر جمعیت دارد.